# Караул (военное дело)

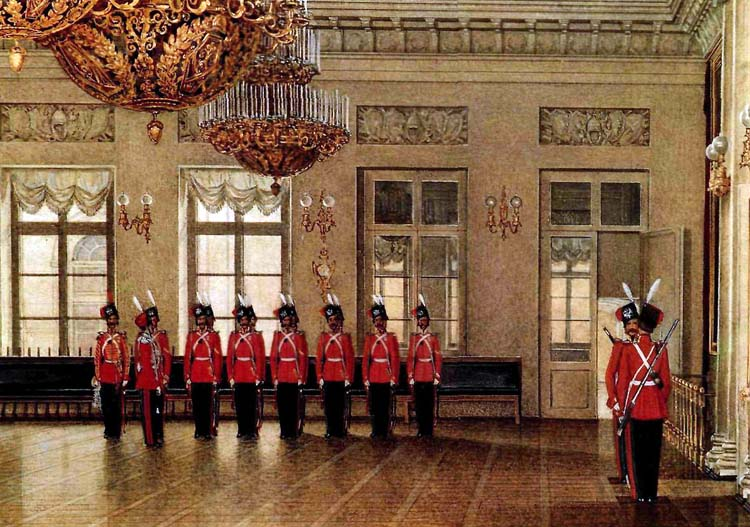
«Караул лейб-гвардии Казачьего полка в Зимнем дворце». Картина, написанная Э. П. Гау, 1866 год

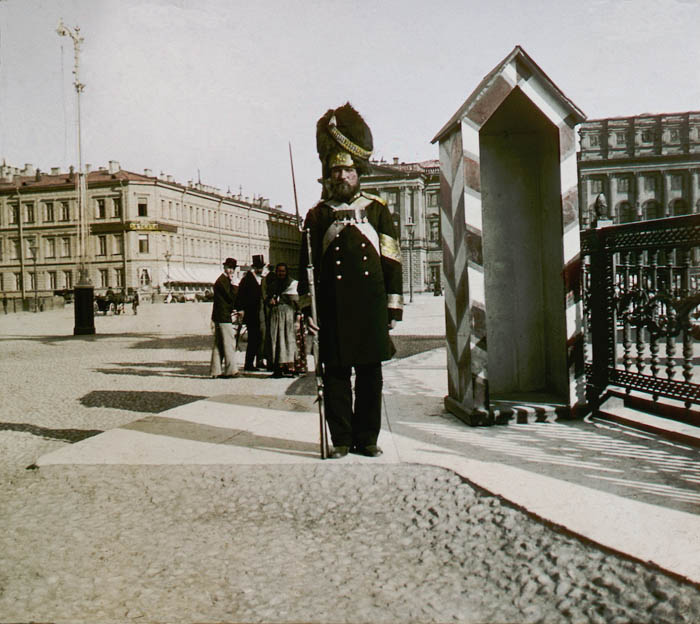
Часовой караула, из личного состава роты дворцовых гренадер, на посту у памятника Николаю I на Исаакиевской площади в Санкт-Петербурге, 1896 год

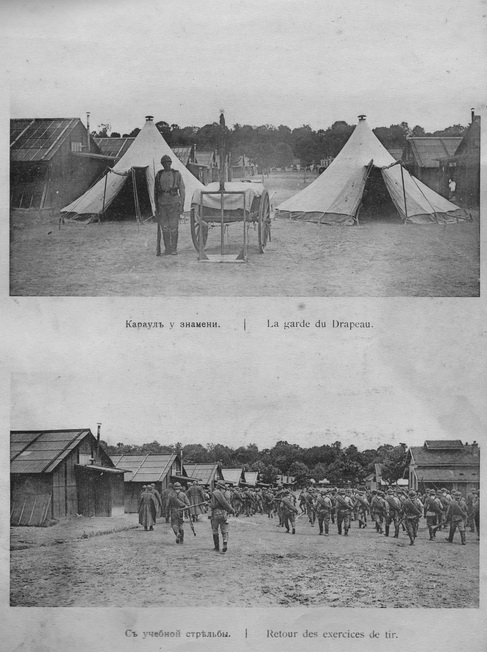
Караул у знамени, Русский экспедиционный корпус, Франция

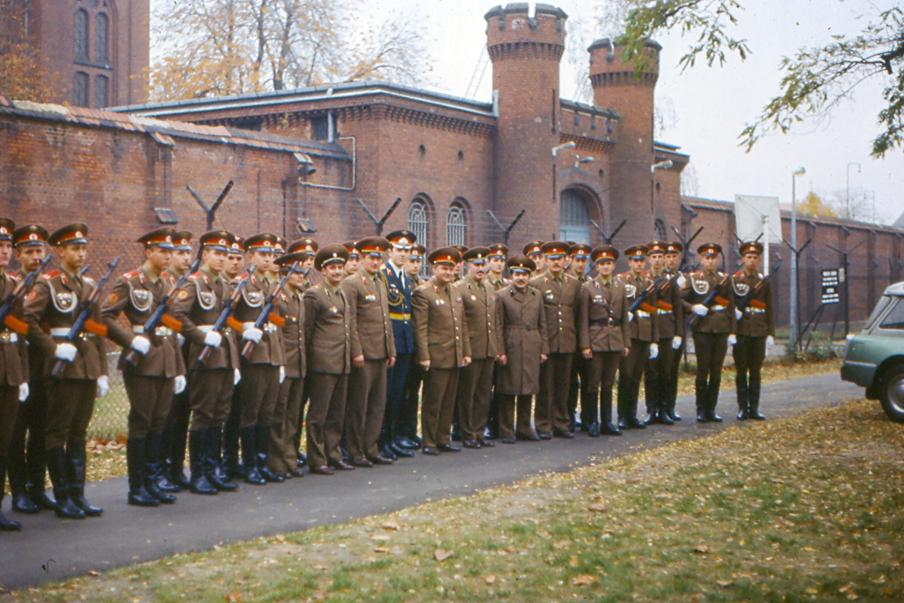
Фото на память личного состава караула в ГСВГ, Шпандау, 1981 год

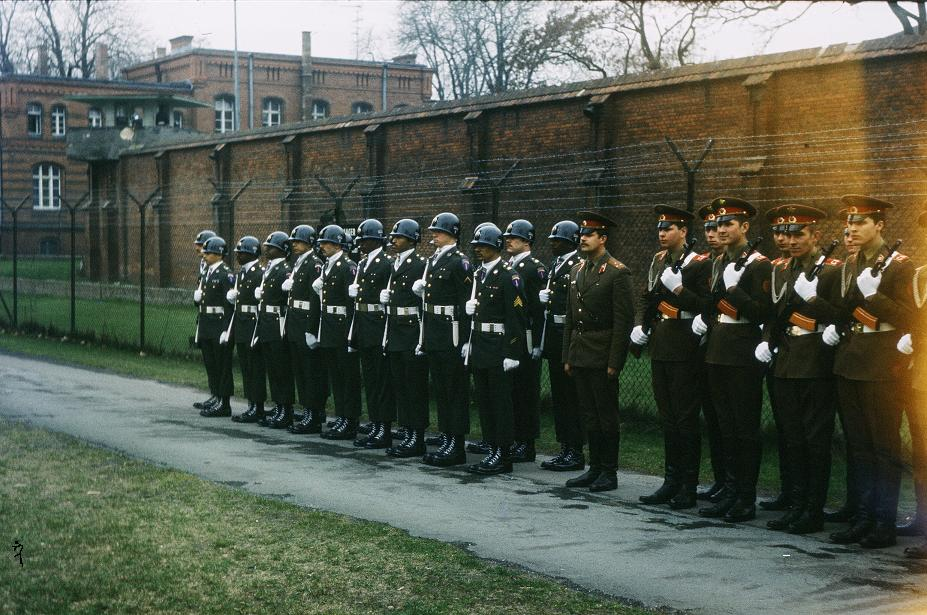
Развод личного состава совместного караула ВС США и ВС СССР в Шпандау, 1981 год

Карау́л (от тюрк. karaul, karaɣul — «стража», суф. производное от kara- — «смотреть, беречь»; ср. дозор от «дозирать, осматривать») — вооружённое подразделение, выполняющее боевую задачу по охране и обороне боевых знамён, военных и государственных объектов, охраны лиц, содержащихся на гауптвахте или в дисциплинарном батальоне, а также отдания воинских почестей.
Также «караулом» назывались сторожевые отряды, высылаемые тюркскими военачальниками для разведки пути до того, как подойдет основное войско. «Караул» в Толковом словаре В. Даля — стража, люди, приставленные для сторожки, сбереженья чего-либо.

## Разновидности

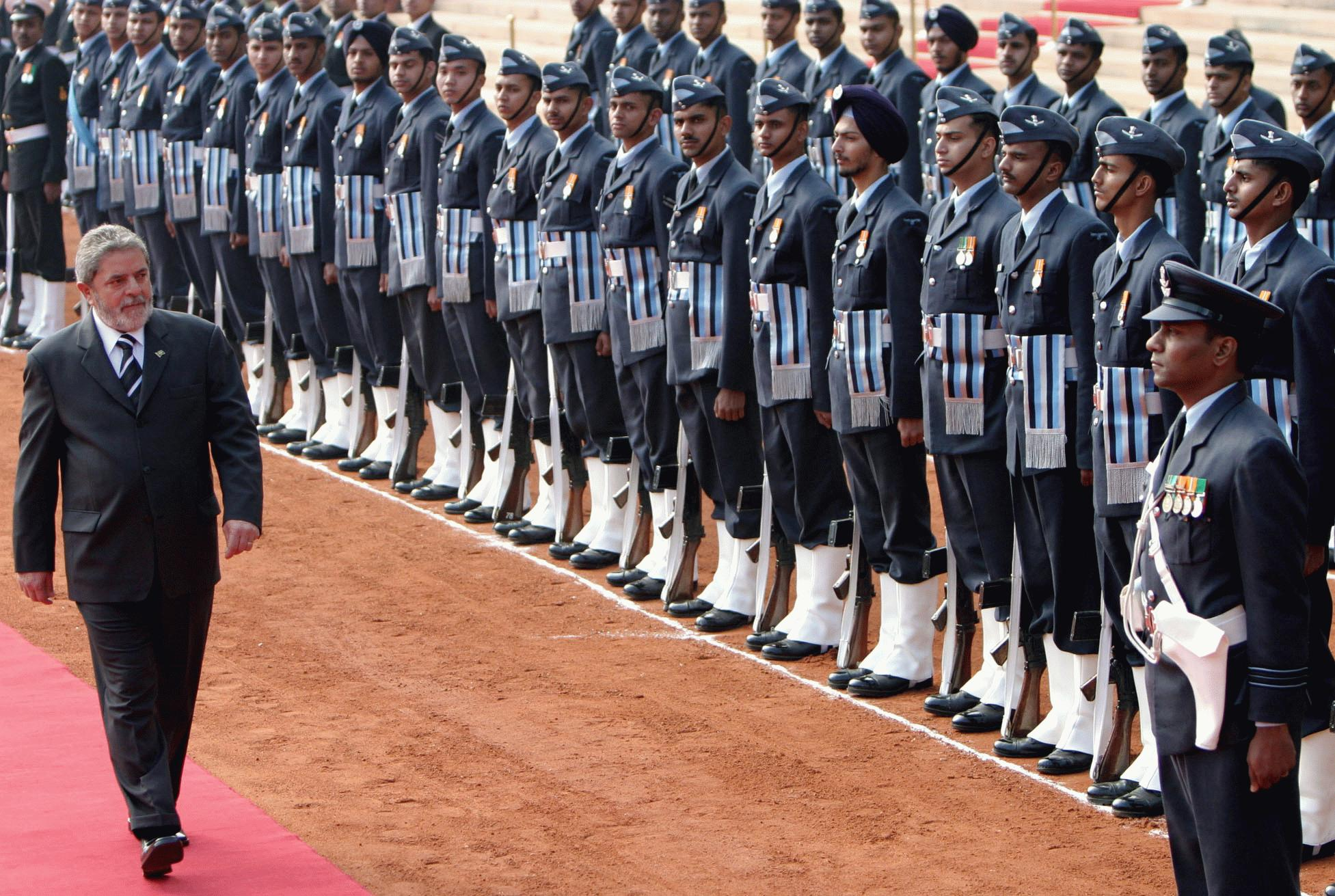
Индийский почётный караул приветствует президента Бразилии Луиса Инасио Лула да Сильву у дворца Раштрапати-Бхаван

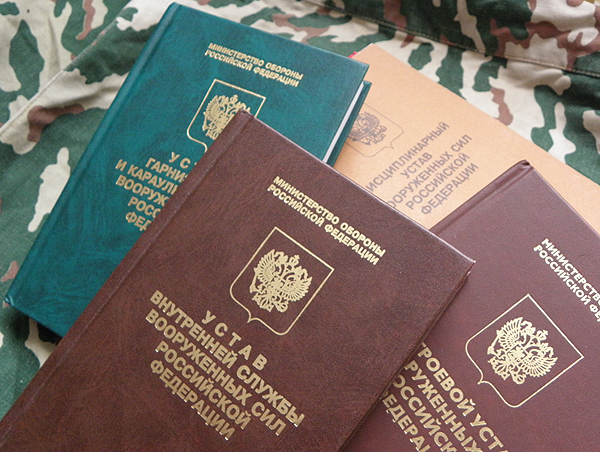
Слева Устав гарнизонной и караульной службы ВС России (УГиКС ВС России)

В зависимости от государственной принадлежности вооружённых сил существуют разные виды караулов. Согласно Уставу Гарнизонной и Караульной службы ВС РФ различаются 3 вида караулов:
1. Внутренний (корабельный) караул — это караул по охране объектов в военном городке, в пункте постоянной дислокации воинской части. То есть внутри военного городка (корабля). Располагается в периметре военного городка, в отдельном здании с огороженной территорией называемой караульный городок. Караульный городок является режимным объектом на территории воинской части. Доступ к нему военнослужащих, не занятых в карауле — ограничен. Внутренний караул не является формированием постоянного состава. Он формируется на определённый период времени. К примеру, в ВС СССР и в ВС стран СНГ караул формируется на сутки. Через сутки караул в полном составе сменяется другим караулом по установленному порядку. Внутренний караул подчиняется командиру воинской части (корабля), дежурному по части и его помощнику.
2. Гарнизонный (лагерный) караул — это караул для охраны и обороны объектов гарнизона не имеющих своих подразделений охраны, а также для охраны военнослужащих, содержащихся на гарнизонной гауптвахте. Подчиняется начальнику гарнизона (лагерного сбора), военному коменданту гарнизона и дежурному по караулам.
3. Почётный караул — церемониальное подразделение постоянного или временного состава, сформированное для охраны исторических мест, государственных объектов, для встречи высоких лиц зарубежных государств, для отдания воинских почестей.

По организации караулы бывают постоянными и временными.
Под постоянными караулами подразумеваются караулы объектов, находящихся под постоянной охраной. Постоянные караулы предусматриваются расписанием караулов, которое определяет смену подразделений, заступающих в дежурство.
Временные караулы назначаются приказом для охраны и обороны военного имущества при его погрузке (выгрузке) его на железнодорожных станциях (в
речных/морских портах, аэропортах) или временном складировании в других местах во время стихийных бедствий и пожаров, для охраны и сопровождения специальных грузов, а также для охраны арестованных и осужденных при перевозке.

## Нормативно-правовые акты по деятельности караулов

### Устав гарнизонной и караульной службы (УГиКС)
Общий для Вооружённых Сил руководящий документ, регламентирующий функционирование караула. Традиционно в Вооружённых Силах государств СНГ, за основу взят УГиКС действовавший в ВС СССР, соответственно его основу составил Устав гарнизонной службы Русской армии имперского периода России.
УГиКС содержит в себе полный перечень обязанностей лиц входящих в состав караулов, порядок действий по охране объектов, порядок развода и смены караулов, порядок подчинённости и отчётности о прохождении караульной службы, организацию караульной службы, требований по обустройству охраняемых объектов и многое другое.
В связи с тем что в УГиКС написанном для ВС СССР нашло отображение опыт многих десятилетий практики караульной службы в различных условиях с учётом большого количества нештатных ситуаций и чрезвычайных происшествий, в среде военных имеет широкое хождение следующее утверждение:
Андрей Лучников - "Послесловие автора про Устав караульной службы":

…Устав караульной службы написан кровью тех, кто не хотел его соблюдать…

## Состав караула
В состав караула входят следующие должностные лица:
- Начальник караула
- Помощник начальника караула
- Помощник начальника караула (оператор) по техническим средствам охраны
- Разводящий
- Часовой (находящийся на посту караульный)
- Водитель транспортного средства
- Выводной (для караула при гауптвахте)